# Charles W. Sweeney
Charles W. Sweeney (27. december 1919 – 16. juli 2004) var den pilot, som fløj atombomben "Fat Man" til Nagasaki.
Han blev født i Lowell, Massachusetts og begyndte at flyve, mens han gik på North Quincy High School. Efter at have taget eksamen dér i 1937 gik han på universitetet i Boston og Purdue.
Han meldte sig ind i det amerikanske luftvåben 28. april 1941 og trænede i to år på Jefferson Proving Grounds i Indiana. Han tjente som officer og testpilot på Eglin Field i Florida. I 1944 blev han forfremmet til major i de Forenede Staters hær og var B-29 Superfortress pilotinstruktør på Grand Island i Nebraska.
Han trænede i et atom-træningsprojekt, kodenavn Silverplate, ved Wendover Field, Utah.
| Militær | Spire Denne artikel om militær er en spire som bør udbygges. Du er velkommen til at hjælpe Wikipedia ved at udvide den. |